# Reinaldo Conrad
Reinaldo Conrad, född den 31 maj 1942 i São Paulo, är en brasiliansk seglare.
Han tog OS-brons i Flying Dutchman i samband med de olympiska seglingstävlingarna 1976 i Montréal.